# Varjúdombi mesék
A Varjúdombi mesék magyar televíziós papírkivágásos animációs sorozat, amelyet a Pannónia Filmstúdió készített 1977-ben.

## Rövid tartalom
A mesebeli Varjúdombon sok érdekes történik. A lakói (rókák, nyulak, a Varázsló és a Hétfejű Sárkány) viselt dolgairól szól a sorozat.
A bevezető szövege: 

„Egy bácsikám, ki csősz volt, s egész évben a varjúdombi kunyhóban lakott, olyan mesét mesélt, amilyen éppen, abban a percben eszébe jutott. Az volt a jó, hogy élni kellett, élni a sok szeszélyes mesét. Így csinált nékem hosszú orrot, kedvet ahhoz, hogy éljek úgy, ahogyan ő élt. Mert ő volt. Ő meséje minden hőse, a hónapok és magok ismerője, kinek a Nap volt kalendáriuma, szél a nagyapja, parázs meg a húga.”

## Alkotók
- Mesélő: Bánffy György, Gálvölgyi János (főcím)
- Rendezte: Foky Ottó
- Írta: Tarbay Ede
- Dramaturg: Bálint Ágnes
- Zeneszerző: Pethő Zsolt
- Operatőr: Bayer Ottmár
- Hangmérnök: Nyerges András Imre
- Hangasszisztens: Zsebényi Béla
- Vágó: Czipauer János
- Tervezte: Heinzelmann Emma, Henzelman Ferenc
- Kivitelező rendezők: Cakó Ferenc, Zoltán Annamária
- Kivitelezők: Kováts Tamás, Krakovszky Mária, Sánta Béla, Szabó László
- Világosító: Mazács Miklós
- Színes technika: Fülöp Géza
- Műteremvezető: Nádasy László
- Gyártásvezető: Dreilinger Zsuzsa, Magyar Gergely Levente
- Produkciós vezető: Kunz Román

Készítette a Magyar Televízió megbízásából a Pannónia Filmstúdió.

## Epizódok
| #   | Cím                                          | Rendező   | Író        | Premier              |
| --- | -------------------------------------------- | --------- | ---------- | -------------------- |
| 1.  | Mese az elmaradt disznótorról                | Foky Ottó | Tarbay Ede | 1980. szeptember 27. |
| 2.  | Mese a mindig fázós nyúl apóról              | Foky Ottó | Tarbay Ede | 1980. október 4.     |
| 3.  | Mese a kiöntött rókáról                      | Foky Ottó | Tarbay Ede | 1980. október 11.    |
| 4.  | Mese a kovácslegény varázspatkóiról          | Foky Ottó | Tarbay Ede | 1980. október 18.    |
| 5.  | Mese az öreg esernyős tündérről              | Foky Ottó | Tarbay Ede | 1980. október 25.    |
| 6.  | Mese a csősszé lett sárkányról               | Foky Ottó | Tarbay Ede | 1980. november 1.    |
| 7.  | Mese a magányos kalózról                     | Foky Ottó | Tarbay Ede | 1980. november 8.    |
| 8.  | Mese a neszekből született pikuláról         | Foky Ottó | Tarbay Ede | 1980. november 15.   |
| 9.  | Mese a pórul járt varázslóról                | Foky Ottó | Tarbay Ede | 1980. december 24.   |
| 10. | Mese a szolgálatkész kísértetről             | Foky Ottó | Tarbay Ede | 1980. november 29.   |
| 11. | Mese a boszorkány seprűjéről                 | Foky Ottó | Tarbay Ede | 1980. december 13.   |
| 12. | Mese a királyról, aki elszegődött Mikulásnak | Foky Ottó | Tarbay Ede | 1980. december 6.    |
| 13. | Mese a kéményseprőről, a pékről és a manóról | Foky Ottó | Tarbay Ede | 1980. december 20.   |